# 日本の重要湿地500
日本の重要湿地500（にほんのじゅうようしっち500）は、ラムサール条約登録湿地の選定や、湿地保全の基礎資料とするために、2001年（平成13年）12月に環境省によって選定された日本国内の500箇所の重要な湿地である。
環境省では、日本の重要湿地500の選定以来十数年が経過したことから見直しを行い、2016年（平成28年）4月22日に生物多様性の観点から重要度の高い湿地（略称：重要湿地）として633箇所を公表している。都道府県別では、75か所の北海道が最も多く、66か所の沖縄県が続く。

## 「日本の重要湿地500」一覧
以下は、2001年（平成13年）に「日本の重要湿地500」に選定された湿地の一覧である。
※はラムサール条約登録湿地（一部指定地域が異なるものを含む）

### 北海道地方

#### 石狩・空知・後志管内
- 雨竜沼湿原（恵岱岳湿原、群馬岳湿原などを含む）※
- 美唄湿原
- 月ヶ湖湿原
- 幌向湿原（東野幌湿原、越後沼湿原）
- 旧長都沼
- 石狩川流域湖沼群（宮島沼、袋地沼、手形沼、三日月沼、浦臼沼、浦臼新沼、茶志内沼など）※
- 石狩川河口
- 千歳川
- 篠路福移湿原
- 後志山地湿原群（中山湿原、京極湿原、大蛇ヶ原湿原など）
- ニセコ連山湿原群（神仙沼湿原、パンケ目国内湿原、鏡沼、ニセコ湯本温泉、五色温泉など）
- 朱太川水系
- 歌才湿原
- 泊村盃地区地先沿岸

#### 渡島・檜山管内
- 静狩湿原
- 大沼と周辺湿地（大沼、小沼、じゅんさい沼）
- 横津岳湿原群（雲井沼湿原、前沼湿原、烏帽子沼湿原、アヤメ湿原など）
- 汐首岬周辺沿岸
- 函館湾周辺沿岸

#### 胆振・日高管内
- 襟裳岬周辺沿岸
- 勇払原野湿原群（美々川、美々湿原、ウトナイ湖、トキサタマップ湿原、弁天沼、柏原東湿原、平木沼湖沼群朝日沼など）※（ウトナイ湖）
- 厚真水田および鵡川水田
- 鵡川河口
- ホロホロ湿原
- 倶多楽湖
- ヨコスト湿原
- キウシト湿原

#### 上川・留萌・宗谷管内
- 利尻島湿地群（オタドマリ沼、沼浦湿原、南浜湿原）
- 利尻島・礼文島周辺沿岸
- 久種湖
- メグマ沼湿原、声問大沼・声問川
- 猿払原野（ポロ沼、カムイト沼、猿骨沼、浅茅野湿原、モケウニ沼、猿払川など）
- サロベツ原野（サロベツ湿原、長沼湖沼群、ペンケ沼、パンケ沼、兜沼）※
- クッチャロ湖 ※
- 天塩川
- 中峰の平湿原
- 松山湿原およびピヤシリ湿原
- 朱鞠内湖
- 浮島湿原
- 大雪山系旭岳周辺湿原群（天人ヶ原湿原、沼ノ平湿原、雲井ヶ原など）
- 大雪山系トムラウシ山周辺湿原群（高根ヶ原、忠別沼、五色ヶ原、沼ノ原、ヒサゴ沼、銀杏ヶ原湿原、トムラウシ南麓湿原など）
- 原始ヶ原湿原
- かなやま湖

#### 釧路・根室管内
- 知床半島山稜湿原（羅臼湖、二ツ池、知床沼高山湿原）
- 知床半島東部沿岸
- 野付半島・野付湾・尾岱沼 ※
- 標津湿原
- 茨散沼湿原、兼金沼・西別川湿原
- 根室半島湿原群（歯舞の台地、ホロニタイ・フレシマ湿原、丹根沼・オンネ沼、南部沼、長節沼、落石岬湿原、落石西湿原、落石湿原、ヒキウス沼、沖根辺沼）
- 根室湾干潟
- 知床半島サケ・カラフトマス遡上河川群
- 風蓮湖・春国岱・温根沼および周辺湿原群 ※
- ユルリ島湿原
- 霧多布湿原・幌戸湿原および地先沿岸（琵琶瀬湾、浜中湾、琵琶瀬川）※
- 火散布沼および藻散布沼
- 厚岸湖 ※（「厚岸湖・別寒辺牛湿原」として登録）
- 厚岸湾
- 別寒辺牛湿原 ※（「厚岸湖・別寒辺牛湿原」として登録）
- 屈斜路湖周辺および釧路川源流域
- 阿寒湖と流入・流出河川（パンケトー、ペンケトーを含む）※
- 釧路湿原（赤沼、塘路湖、達古武沼、遠矢採草地、シラルトロ湖などを含む）※
- 馬主来沼
- キナシベツ湿原および音別川・尺別川

#### 十勝管内
- 然別湖
- 十勝海岸湖沼群（十勝川河口湿原、長節沼、湧洞沼、キモントウ、生花苗沼、当縁湿原、ホロカヤントウ沼など）
- 十勝川下流域湖沼群（三日月沼、育素多沼、池田キモントウ、幌岡大沼など）
- 更別湿原

#### オホーツク管内
- コムケ湖
- シブノツナイ湖
- サロマ湖
- 能取湖
- 網走能取岬周辺沿岸
- 網走湖
- 藻琴湖および濤沸湖（小清水原生花園）※
- ガッタンコ湿原

### 東北地方

#### 青森県
- 下北半島大間崎周辺沿岸
- 下北半島沿岸北部
- 小川原湖湖沼群（尾駮沼、鷹架沼、市柳沼、田面木沼、高瀬川、小川原湖など）
- 仏沼 ※
- 陸奥湾（大湊湾、原別海岸、小湊浅所海岸、青森湾東岸）
- 宇曽利山湖
- 猿ヶ森砂丘と後背湿地
- 十三湖・岩木川（河口域）
- 屏風山湿原池沼群（平滝沼・ベンセ沼湿原、コケヤチ湿原など）
- 津軽平野湖沼群（廻堰溜池、狄ガ館溜池、砂沢溜池）
- 八甲田山湿原群（田代平湿原、睡蓮沼周辺、八甲田山高層湿原・雪田草原、黄瀬沼周辺、蔦沼周辺）
- 十和田湖（青森県、秋田県）

#### 岩手県
- 安家川
- 八幡平周辺湿原群（赤川源流域湿原、八幡平湿原、八幡沼、黒谷地、夜沼、蒸ノ湯大谷地、長沼、大沼、大場谷地、熊谷地、前谷地など）
- 春子谷地湿原
- 焼石岳北面雪田
- 陸中リアス海岸の湾奥沿岸湿地群（宮古湾、山田湾、船越湾、大槌湾、釜石湾など）
- 三陸沿岸の外洋性藻場
- 南八幡平山稜湿原群（大深岳北面雪田、上倉山周辺湿原、丸森周辺湿原、三ツ石湿原、三ツ沼、栗木ヶ原、〔岩手〕大白森湿原、八瀬森、〔秋田〕大白森湿原、小白森湿原、乳頭山、田代平湿原、千沼ヶ原、笊森山雪田、熊見平、湯森山、秋田駒ヶ岳など）（岩手県、秋田県）
- 栗駒山湿原群（栗駒山雪田、世界谷地、ゴザコバシリ、須川湖周辺、竜泉ヶ原、田代沼など）（岩手県、秋田県、宮城県）
- 広田湾（岩手県、宮城県）

#### 秋田県
- 米代川河口湖沼群（小友沼、一ノ沢堤、能代大堤、落合沼、須田湿地など）
- 男鹿半島沿岸
- 秋田平野湖沼群（八郎潟調整池・天王出戸湿原、男潟、女潟、国花苑堤、小立花堤、福田堤、赤平潟、宝竜崎ため池、古川）
- 雄物川中流域湖沼群（高屋敷低層湿原、大浦沼、乙越沼、湯の台・小方角沢湿原）
- 横手市～仙北郡にかけてのため池群
- 仙北・平鹿地方の湧水群
- 田代岳湿地
- 和賀岳・朝日岳雪田
- 苔沼
- 加田喜沼
- 虎毛山湿地
- 鳥海山北麓湿地群（南由利原の湿地、冬師のハンノキ林、桑ノ木台湿原、仁賀保高原湖沼群〔平石堤など〕）
- 鳥海山湿原群（竜ヶ原湿原、稲倉岳北面雪田、鳥海山雪田群、御浜扇子森雪田群、千畳ヶ原、荒神岳北面、心字雪田群、飯ヶ森湿原、河原宿湿原、大清水湿原など）（秋田県、山形県）

#### 宮城県
- 南三陸海岸沿岸（御伊勢浜ほか）
- 志津川湾
- 万石浦
- 仙台湾および仙台海浜（松島湾、蒲生干潟、井戸浦潟、広浦、鳥の海など）
- 伊豆沼周辺湖沼群（伊豆沼、内沼、長沼など）※
- 蕪栗沼 ※
- 相野沼
- 化女沼 ※
- 旧品井沼周辺ため池群
- 北上川（河口域）・長面浦
- 田谷地沼・かば谷地・すげ沼湿地池沼群
- 蔵王山周辺湿原群（芝草平、イロハ沼湿原群、御田の神湿原、地蔵岳雪田、熊野岳雪田など）（宮城県、山形県）

#### 山形県
- 飛島周辺沿岸
- 最上川河口
- 最上川および赤川水系のウケクチウグイ生息地
- 河島山麓堤群
- 乱川扇状地湧水地
- 上池・下池
- 月山・湯殿山湿原群（月山山頂東側一帯、弥陀ヶ原湿原、念仏ヶ原、皮松谷地、田代沢湿原群など）
- 朝日連峰湿原群
- 吾妻山周辺湿原群（西吾妻山、東大巓、弥兵衛平、中大巓、矢筈山馬場谷地、明月･明星湖湿原、谷地平、景場平など）（山形県、福島県）
- 飯豊連峰湿原群（山形県、福島県、新潟県）

#### 福島県
- 松川浦
- 雄国沼湿原
- 裏磐梯湖沼群（桧原湖、小野川湖、秋元湖、五色沼など）
- 猪苗代湖と流入河川
- 赤井谷地湿原
- 矢ノ原湿原
- 駒止・宮床湿原
- 田代山湿原
- 小名浜、塩屋崎周辺沿岸
- 会津駒ヶ岳周辺湿原群
- 尾瀬ヶ原・尾瀬沼（福島県、群馬県、新潟県）※

### 関東地方

#### 茨城県
- 涸沼
- 霞ヶ浦・北浦水系の河川・湖沼群（霞ヶ浦・北浦・浮島湿原を含む）
- 菅生沼
- 北茨城市地先海岸
- 伊師浜、小貝浜、高磯
- 那珂湊地先沿岸（大洗、平磯、阿字ヶ浦）
- 利根川下流部（茨城県、千葉県）

#### 栃木県
- 那須山麓湿地群（高久甲、高久丙、小深堀、寺子丙、戸能など）
- 大田原市の湧水湿地
- 鬼怒川河川敷（上沢前湿地）
- 鬼怒沼湿原
- 上河戸・河戸新田のため池群
- 中禅寺湖
- 湯の湖・戦場ヶ原・小田代ヶ原湿原 ※
- 弁天沼湿原
- 長岡湿地
- 駒生湿地
- 渡良瀬遊水地（栃木県、群馬県、埼玉県）

#### 群馬県
- 草津周辺湿原群（芳ヶ平、富貴原ノ池、弓池など）※
- 八瀬川
- 大峰沼湿原
- 利根川源流山稜高層湿原群（平ヶ岳～巻機山～朝日岳）（群馬県、新潟県）

#### 埼玉県
- 杉戸町の遊水池
- 見沼代用水
- 宝蔵寺沼
- 狭山丘陵の湿地（埼玉県、東京都）
- 白子川流域の湧水群
- 妙音沢の大沢・小沢

#### 千葉県
- 犬吠埼周辺沿岸
- 小野川
- はきだし沼
- 九十九里浜（栗山川～新川）
- ジュンサイ池
- 北総地域の谷津田、水路、湧水
- 成東湿原
- 房総半島中部の谷戸（谷津）群
- 房総丘陵の谷津田、湧水地
- 一宮川ならびに夷隅川河口干潟
- 館山湾
- 館山波佐間、坂田
- 鵜原地先沿岸・鯛ノ浦
- 東京湾の干潟・浅瀬（盤洲干潟、富津干潟、三番瀬、谷津干潟、小櫃川河口、葛西、東京港野鳥公園、中央海浜公園、森ヶ崎、多摩川河口、野島海岸など）（千葉県、東京都、神奈川県）※（谷津干潟）

#### 東京都
- 多摩丘陵地帯の湧水湿地
- 八丈島周辺沿岸
- 式根島足附港周辺
- 父島・母島の河川
- 小笠原諸島周辺の砂浜海岸および周辺浅海域

#### 神奈川県
- 芦ノ湖
- 仙石原湿原
- 三浦半島の湾・入江干潟および沿岸（小田和湾、諸磯湾、油壺湾、小網代湾、江奈湾、大浦海岸、城ヶ島、剱崎、三浦海岸、観音崎など）
- 相模川河口（干潟）
- 真鶴岬周辺沿岸

### 中部地方

#### 新潟県
- 佐渡島北部沿岸
- 佐渡島南部沿岸
- 地本湧水
- 信濃川および阿賀野川の最下流域
- 魚沼地方のシナイモツゴ生息地
- 妙高高原周辺湿原（イモリ池湿原、高谷池湿原など）
- 佐潟 ※
- 三和村ため池群
- 朝日池・鵜の池
- 鳥屋野潟
- 福島潟
- 瓢湖 ※
- 柏崎沿岸（宮川～椎谷）
- 苗場山周辺湿原（苗場山湿原、小松原湿原など）（新潟県、長野県）
- 白馬岳周辺湿地群（朝日岳～唐松岳の雪田、白馬大池、八方池、長池などの高山湖沼、かもしか平、兵馬の平、天狗原湿原、栂池湿原、八方尾根湿原など）（新潟県、長野県、富山県）

#### 富山県
- 立山周辺湿原群（弥陀ヶ原湿原、五色ヶ原、大日平湿原など）※
- 富山湾
- 氷見市周辺の河川・ため池群
- 能登半島の低地湿原（富山県、石川県）

#### 石川県
- 七尾湾
- 能登半島西海岸および湖沼群（邑知潟、高松～河北海岸、河北潟）
- 片野鴨池 ※
- 内浦町地先沿岸
- 舳倉島・七ツ島周辺沿岸
- 能登半島西部沿岸
- ガンの池
- 白山の湿原・雪田草原（石川県、岐阜県）

#### 福井県
- 大野市の湧水
- 武生市の湧水
- 武生市周辺のアベサンショウウオ生息地
- 北潟湖
- 九頭竜川下流域および流域湖沼（九頭竜川、大堤）
- 中池見
- 池ノ河内湿原
- 三方五湖 ※

#### 山梨県
- 河口湖
- 山中湖
- 忍野村湧水群

#### 長野県
- 木崎湖周辺湖沼・湿地群（落倉湿原、居谷里湿原、唐花見湿原、姫川源流（親海湿原）、木崎湖、中綱湖、青木湖、農具川など）
- 霧ヶ峰湿原群（八島ヶ原湿原、踊場湿原、車山湿原など）
- 志賀高原周辺湿原群（四十八池湿原、田ノ原湿原、高天ヶ原・一ノ瀬湿原、焼額山湿原、北ドブ湿原、一沼など）
- 乗鞍岳湿原
- 安曇野蓼川周辺湧水河川
- 黒姫山湖沼・湿原群（黒姫山大池、種池、古池、御鹿池、古池湿原、大だるみ湿原、御鹿池湿原、赤谷地湿原など）
- 逆サ川
- 茶臼山周辺ため池群

#### 岐阜県
- 養老地域の湧水群
- 天生湿原
- 沖ノ洞・上ノ洞
- 大湫
- 津保川流域の農業用水系
- 前沢湿地・須衛湿地
- 長良川・木曽川水系のサツキマス、ネコギギ生息地
- 木曽三川合流域の河川・水路・ため池群（岐阜県、愛知県）

#### 静岡県
- 初島周辺沿岸
- 伊豆半島南東部（白浜～田牛）沿岸
- 逢瀬が浜
- 伊豆ヒリド、トナイ、中木港付近
- 伊豆半島西部沿岸
- 柿田川
- 麻機湿地
- 大井川中流域
- 御前崎周辺沿岸
- 桶ヶ谷沼・鶴ヶ池
- 浜名湖
- 遠州灘海岸（静岡県、愛知県）
- 葦毛湿原・湖西地方の湿地（静岡県、愛知県）

#### 愛知県
- 伊良湖岬周辺沿岸
- 濃尾平野外縁部のウシモツゴ生息地（愛知県、岐阜県）
- 三河湾（伊川津、汐川干潟、神野新田、矢作古川河口、一色干潟、矢作川河口、佐奈川河口など）
- 作手中間湿原群（長ノ山湿原など）
- 西三河周辺中間湿原群（北山湿地、矢並湿地、伊保湿地など）
- 伊勢湾（藤前干潟、常滑沖、鈴鹿川・雲出川・櫛田川・祓川・愛宕川・金剛川の各河口）（愛知県、三重県）※

### 近畿地方

#### 三重県
- 祓川
- 志摩半島南部沿岸（大王町～南島）

#### 滋賀県
- 彦根～米原地域の湧水群
- 木之本町（現在は長浜市の一部）の農業用水系
- 山門湿原
- 饗庭野湿原
- 琵琶湖（内湖を含む）※
- 河内風穴
- 淀川水系（淀川、宇治川、木津川など）（滋賀県、京都府、大阪府）

#### 京都府
- 丹後半島沿岸～若狭湾（西部）
- 八丁平湿原
- 深泥池湿地
- 由良川源流域（芦生・知井・安掛）
- 大フケ湿原およびその周辺湿地
- 丹後・但馬地方低山地湧水域のアベサンショウウオ生息地（京都府、兵庫県）

#### 大阪府
- 大阪湾南部（紀淡海峡）
- 大阪南港野鳥園
- 男里川河口
- 生駒・信貴山麓のため池群

#### 兵庫県
- 浜甲子園
- 淡路島中南部の農業用水系
- 洲本地先沿岸
- 家島周辺沿岸
- 砥峰高原湿地
- 氷上地方水系（加古川・由良川分水嶺）
- 六甲山北面沢地群
- 岸田川支流の最上流域
- 東播磨北部地域の農業用水系
- 明石市大久保町周辺のため池群
- 加古川河口
- 新舞子海岸
- 千種川河口
- 円山川河辺

#### 奈良県
- お亀池
- 紀伊半島のキリクチ生息地

#### 和歌山県
- 紀の川河口、和歌川河口
- 有田川河口
- 沼池
- 日高川河口
- 田辺市～日高郡ため池群
- 白浜～田辺湾
- 古座町田原地区の水田・湿地
- 串本錆浦、潮岬西岸 ※
- 和歌山千里の浜
- 新宮藺沢浮島の森

### 中国地方

#### 鳥取県
- 岩美地先沿岸
- 唐川湿原
- 菅野湿原
- 多鯰ヶ池
- 神戸ノ上湿地
- 中海（大橋川を含む）（鳥取県、島根県）※

#### 島根県
- 宍道湖（斐伊川下流部を含む）※
- 赤名湿原
- 隠岐島（島後）の渓流域
- 隠岐島周辺沿岸
- 十六島周辺沿岸
- 地倉沼

#### 岡山県
- 岡山平野のスイゲンゼニタナゴ等生息地
- 永江川河口
- 鯉ヶ窪・おもつぼ湿原
- 邑久郡の塩性湿地
- 味野湾、玉野湾

#### 広島県
- 細ノ洲
- 安芸湾三津口
- 世羅台地の湧水湿地・ため池群
- 賀茂台地の湧水湿地・ため池群
- 東八幡原・西八幡原
- 帝釈川
- 宮島
- 広島湾東部（江田島、能美島、倉橋島等）

#### 山口県
- 広島湾西部（屋代島等）
- 秋穂湾～山口湾（椹野川河口）
- 阿知須干拓および土路石川河口
- 厚東川・有帆川・厚狭川の河口
- 厚狭川下流農業用水系
- 秋芳洞の地下水系 ※
- 油谷湾
- 青海島周辺沿岸

### 四国地方

#### 徳島県
- ジョガマル池
- 吉野川河口、勝浦川河口
- 大津田川流域の用水路網
- 蒲生田海岸
- 伊島および周辺沿岸
- 橘湾
- 日和佐大浜海岸
- 牟岐大島周辺沿岸
- 出羽島の大池
- 宍喰地先沿岸
- 黒沢湿原
- 鳴門海峡

#### 香川県
- 香川県低地の水田、ため池などの湿地
- 豊島ため池群
- 満濃池周辺のため池群

#### 愛媛県
- 加茂川河口
- 皿ヶ嶺湿地
- 重信川河口
- 肱川下流域の農業用水系
- 伊方町地先沿岸
- 宇和海島嶼部周辺沿岸

#### 高知県
- 松山地区のオオイタサンショウウオの生息地
- 四万十川下流・河口域
- 中村市トンボ自然公園
- 土佐清水鵜碆、平碆、見残し周辺沿岸
- 龍河洞の地下水系
- 横碆周辺沿岸
- 浦ノ内湾
- 室戸岬周辺沿岸
- 夜須町地先沿岸

### 九州地方

#### 福岡県
- お糸池
- 曽根干潟
- 筑前大島・地ノ島周辺沿岸
- 長井浜～西角田漁港周辺干潟
- 千鳥が池
- 福岡湾（和白干潟・今津干潟）
- 田主丸町の農業用水系
- 筑紫平野の河川・水路など（福岡県、佐賀県）
- 有明海（筑後川河口～矢部川河口、東与賀海岸、六角川河口～塩田川河口、鹿島海岸、田古里川河口、諫早湾、荒尾海岸）および筑後川（感潮域）（福岡県、佐賀県、長崎県、熊本県）

#### 佐賀県
- 樫原湿原
- 星賀塩生湿地
- イロハ島一帯
- 伊万里湾
- 東松浦半島北部（小川島、神集島を含む）沿岸

#### 長崎県
- 志々伎湾
- 平戸海峡
- 南九十九島周辺沿岸
- 壱岐島の河川
- 壱岐島石影浦
- 対馬渓流域
- 対馬・浅茅湾および綱浦
- 対馬・田ノ浜
- 七釜鍾乳洞の地下水系
- 神代川
- 島原半島南部沿岸
- 平尾免地先沿岸

#### 熊本県
- 志津川
- 江津湖・上江津湖水系
- 菊池川・白川・緑川河口
- 不知火干潟周辺
- 球磨川河口
- 天草・大矢野島周辺沿岸
- 天草灘通詞島周辺沿岸
- 苓北町富岡地先沿岸
- 天草牛深（片島、大島、桑島）周辺沿岸
- 九州中央山地源流域のベッコウサンショウウオ等生息地（熊本県、宮崎県、鹿児島県）

#### 大分県
- 姫島周辺沿岸
- 野依新池
- 中津海岸・宇佐海岸
- 安心院町のため池群
- 守江湾（八坂川河口）
- 小深江漁港周辺干潟
- 小田の池
- 金鱗湖周辺の温泉水路
- 九重火山群湿原（西千里浜、坊ガツル、タデ原）※（くじゅう坊ガツル・タデ原湿原）
- 松岡・敷戸のため池群

#### 宮崎県
- 家田・川坂湿原
- 門川湾・御鉾ヶ浦（細島港）
- 島浦島周辺沿岸
- 宮崎市周辺の砂浜海岸
- 五ヶ瀬川、祝子川、北川の感潮域
- 日南市のため池群
- 大淀川水系岩瀬川オオヨドカワゴロモ自生地
- 宮崎市湧水地帯のオオイタサンショウウオ生息地
- 青島周辺沿岸
- 本城川河口～千野川河口
- 都井岬周辺沿岸
- 栄松地先沿岸

#### 鹿児島県
- 志布志市のカワゴケソウ類自生地
- 大隅半島のカワゴケソウ類自生地
- 薩摩半島のカワゴケソウ類自生地
- 川内川のカワゴケソウ類およびチスジノリ生育地
- 長島周辺沿岸
- 阿久根地先沿岸
- 出水干拓地
- いちき串木野市羽島地先沿岸
- 藺牟田池 ※
- 鹿児島湾（桜島漁港・浜町・鴨池港・生見のアマモ場群落、重富海岸、天降川河口、喜入町メヒルギ林湿地、岩崎川、鈴川、米倉川など）
- 志布志湾沿岸
- 鰻池
- 万之瀬川河口・吹上浜海岸
- 大浦川河口
- 種子島の砂浜海岸とサンゴ礁
- 種子島のマングローブ林（湊川、大浦川）
- 一湊川のカワゴケソウ類自生地
- 屋久島（宮之浦川）
- 屋久島西部海岸
- 屋久島栗生塚崎
- 栗生川
- 屋久島花之江河周辺
- 甑島周辺沿岸（海鼠池、貝池を含む）
- 奄美大島南部の渓流域
- 住用湾流入河川および河口部（住用川・役勝川河口および城内海）
- 住用村の止水域
- 笠利湾
- 勝浦川下流域の農業用水系
- 徳之島山地水域
- 徳之島神之嶺、カンニシ港

### 沖縄地方
- 屋嘉田潟原
- 億首川流域
- ヤンバル河川群
- 沖縄本島東沿岸（辺野古～漢那）
- 慶武原川
- 東村の慶佐次マングローブと流入河川
- 喜如嘉（水田地帯）
- 大浦湾および大浦川
- 屋我地（羽地内海を含む）
- アミスガー・ハマサ
- 水納島周辺沿岸
- 残波岬地先沿岸
- 藪地島周辺沿岸
- 中城湾（泡瀬干潟・佐敷干潟など）
- 漫湖 ※
- 具志干潟～大嶺岬周辺沿岸
- 屋富祖井
- 与根干潟
- 瀬底島の小湿地および周辺沿岸
- 塩川
- 斎場御嶽
- 渡名喜島周辺沿岸
- 南大東島の池と洞窟群
- 慶良間諸島渡嘉敷島の山地水域
- 慶良間諸島周辺沿岸 ※
- 久米島の渓流・湿地
- 八重干瀬
- 宮古島中北部の湿地
- 宮古島の洞窟群と湧泉群
- 池間島湿原と周辺サンゴ礁
- 島尻入江
- 宮古島東部（東平安名崎）沿岸
- 嘉手刈入江
- 与那覇湾およびその周辺
- 伊良部島の入江
- 平久保半島北東沿岸
- 嘉良川
- 吹通川河口域およびその沿岸
- 川平湾、米原地先沿岸
- カピラ湧水および川平の水田
- 御神崎～石崎地先沿岸
- 名蔵湾および名蔵川集水域 ※
- 宮良湾・宮良川河口域
- 白保海岸とその沿岸
- 石西礁湖
- 西表島山地水域および平地部天然陸水域
- 大正池付近
- 仲間川
- 後良川・相良川・前良川
- 由布島および干潟
- 小浜島（細崎－アカヤ崎）
- 船浦湾と流入河川
- 浦内川
- 西表島南西部海域および河口域
- 与那国島の湿地・河川

## 「生物多様性の観点から重要度の高い湿地」一覧
以下は、2016年（平成28年）に選定された「生物多様性の観点から重要度の高い湿地」の一覧である。

### 北海道地方
- 利尻島湿地群（利尻郡利尻富士町）
- 利尻島・礼文島周辺沿岸（利尻郡利尻町・利尻富士町、礼文郡礼文町）
- 久種湖（礼文郡礼文町）
- メグマ沼湿原、声問大沼・声問川（稚内市）
- 猿払原野（宗谷郡猿払村）
- クッチャロ湖（枝幸郡浜頓別町）
- サロベツ原野（天塩郡豊富町・幌延町・天塩町など）
- 天塩川（天塩郡天塩町・幌延町・豊富町、中川郡中川町・音威子府村・美深町、名寄市、上川郡下川町）
- 中峰の平湿原（天塩郡幌延町）
- 松山湿原およびピヤシリ湿原（中川郡美深町、紋別郡雄武町）
- コムケ湖（紋別市、紋別郡湧別町）
- シブノツナイ湖（紋別市、紋別郡湧別町）
- サロマ湖（北見市、常呂郡佐呂間町、紋別郡湧別町）
- 能取湖（網走市）
- 網走能取岬周辺沿岸（網走市）
- 網走湖（網走市、網走郡大空町）
- 藻琴湖および濤沸湖（網走市、斜里郡小清水町）
- ガッタンコ湿原（斜里郡斜里町）
- 知床半島サケ・カラフトマス遡上河川群（斜里郡斜里町、目梨郡羅臼町、標津郡標津町）
- 知床半島山稜湿原（目梨郡羅臼町）
- 知床半島東部沿岸（目梨郡羅臼町）
- 野付半島、野付湾、尾岱沼（標津郡標津町、野付郡別海町）
- 標津湿原（標津郡標津町、中標津町）
- 茨散沼湿原、兼金沼・西別川湿原（野付郡別海町）
- 根室半島湿原群（根室市）
- 根室湾干潟（根室市）
- 風蓮湖、春国岱、温根沼および周辺湿原群（根室市、野付郡別海町、厚岸郡浜中町）
- ユルリ島湿原（根室市）
- 霧多布湿原・幌戸湿原および地先沿岸（厚岸郡浜中町）
- 火散布沼および藻散布沼（厚岸郡浜中町）
- 厚岸湖（厚岸郡厚岸町）
- 厚岸湾（厚岸郡厚岸町、釧路郡釧路町）
- 別寒辺牛湿原（厚岸郡厚岸町）
- 屈斜路湖周辺および釧路川源流域（川上郡弟子屈町）
- 阿寒湖と流入・流出河川（釧路市）
- 釧路湿原（釧路市、釧路郡釧路町、川上郡標茶町・弟子屈町、阿寒郡鶴居村）
- 然別湖（河東郡上士幌町・鹿追町）
- 馬主来沼（釧路市、白糠郡白糠町）
- キナシベツ湿原および音別川・尺別川（釧路市）
- 十勝海岸湖沼群（中川郡豊頃町、広尾郡大樹町）
- 十勝川下流湖沼群（中川郡豊頃町・池田町、十勝郡浦幌町）
- 更別湿原（河西郡更別村）
- 襟裳岬周辺沿岸（幌泉郡えりも町）
- 朱鞠内湖（雨竜郡幌加内町）
- 浮島湿原（上川郡上川町）
- 大雪山系旭岳周辺湿原群（上川郡上川町・東川町）
- 大雪山系トムラウシ山周辺湿原群（上川郡新得町・上川町）
- 雨竜沼湿原（雨竜郡雨竜町）
- 原始ヶ原湿原（富良野市）
- かなやま湖（空知郡南富良野町）
- 石狩川流域湖沼群（砂川市、樺戸郡新十津川町、美唄市、空知郡奈井江町）
- 美唄湿原（美唄市）
- 月ヶ湖湿原（樺戸郡月形町）
- 幌向湿原（江別市）
- 石狩川河口（石狩市）
- 旧長都沼（夕張郡長沼町、千歳市）
- 千歳川（千歳市）
- 勇払原野湿原群（苫小牧市、千歳市、勇払郡安平町・厚真町）
- 厚真水田および鵡川水田（勇払郡厚真町・むかわ町）
- 鵡川河口（勇払郡むかわ町）
- ホロホロ湿原（白老郡白老町）
- 倶多楽湖（白老郡白老町）
- ヨコスト湿原（白老郡白老町）
- キウシト湿原（登別市）
- 篠路福移湿原（札幌市）
- 泊村盃地区地先沿岸（古宇郡泊村）
- 後志山地湿原群（札幌市、虻田郡京極町）
- ニセコ連山湿原群（虻田郡倶知安町・ニセコ町、磯谷郡蘭越町、岩内郡共和町）
- 朱太川水系（寿都郡黒松内町）
- 歌才湿原（寿都郡黒松内町）
- 静狩湿原（山越郡長万部町）
- 大沼と周辺湿地（亀田郡七飯町）
- 横津岳湿原群（亀田郡七飯町）
- 汐首岬周辺沿岸（函館市）
- 函館湾周辺沿岸（函館市、北斗市、上磯郡木古内町）[3]

### 沖縄地方
- 伊平屋島田名湿地帯（島尻郡伊平屋村）
- やんばる河川群（国頭郡国頭村・大宜味村・東村）
- 沖縄本島東沿岸（名護市、国頭郡宜野座村・東村・国頭村）
- 慶佐次マングローブと流入河川（国頭郡東村）
- 喜如嘉の湿地帯（国頭郡大宜味村）
- 塩屋湾（国頭郡大宜味村）
- 大浦川および河口部（名護市）
- 屋我地（羽地内海を含む）（名護市、国頭郡今帰仁村）
- アミスガー（国頭郡今帰仁村）
- 瀬底島の小湿地および周辺沿岸（国頭郡本部町）
- 塩川（国頭郡本部町）
- 水納島周辺沿岸（国頭郡本部町）
- 慶武原川（国頭郡宜野座村）
- 大久保ガー（国頭郡宜野座村）
- 漢那ダム（国頭郡宜野座村）
- 億首川流域（国頭郡金武町）
- 屋嘉田潟原（国頭郡恩納村）
- 瀬良垣海岸（国頭郡恩納村）
- 残波岬周辺沿岸（中頭郡読谷村）
- 伊計島東岸地先（うるま市）
- 藪地島周辺沿岸（うるま市）
- 中城湾（うるま市、中頭郡北中城村・中城村、沖縄市、島尻郡与那原町、南城市）
- 大山湿地（宜野湾市）
- 漫湖（那覇市、豊見城市）
- 育徳泉（那覇市）
- 具志干潟から大嶺岬周辺沿岸（那覇市、豊見城市）
- 与根干潟および豊崎干潟（豊見城市）
- 米須海岸（糸満市）
- 斉場御獄（南城市）
- コマカ島（南城市）
- 屋富祖井（島尻郡八重瀬町）
- 慶良間諸島渡嘉敷島の山地水域（島尻郡渡嘉敷村）
- 慶良間諸島周辺沿岸（島尻郡座間味村・渡嘉敷村）
- 渡名喜島周辺沿岸（島尻郡渡名喜村）
- 久米島の渓流・湿地（島尻郡久米島町）
- 久米島の干潟および河口（島尻郡久米島町）
- 南大東島の池と洞窟群（島尻郡南大東村）
- 八重干瀬（宮古島市）
- 池間湿原と周辺サンゴ礁（宮古島市）
- 島尻入江（宮古島市）
- 宮古島中北部の湿地（宮古島市）
- 宮古島の洞窟群と湧泉群（宮古島市）
- 宮古島東部（東平安名崎）沿岸（宮古島市）
- 嘉手刈入江（宮古島市）
- 与那覇湾および周辺（宮古島市）
- 伊良部島の入江（宮古島市）
- 平久保半島北東沿岸（石垣市）
- 嘉良川（石垣市）
- 吹通川河口および沿岸（石垣市）
- 川平湾、米原地先沿岸（石垣市）
- カビラ湧水および川平の水田（石垣市）
- 御神崎から石崎地先沿岸（石垣市）
- 名蔵湾および名蔵川集水域（石垣市）
- 宮良湾および宮良川集水域（石垣市）
- 白保海岸とその沿岸（石垣市）
- 石西礁湖（八重山郡竹富町）
- 西表島の山地陸水域（八重山郡竹富町）
- 西表島の平地部の陸水域（八重山郡竹富町）
- 仲間川（八重山郡竹富町）
- 後良川、相良川、前良川（八重山郡竹富町）
- 由布島および干潟（八重山郡竹富町）
- 小浜島（細崎からアカヤ崎）（八重山郡竹富町）
- 船浦湾と流入河川（八重山郡竹富町）
- 浦内川（八重山郡竹富町）
- 西表島南西部海域および河口（八重山郡竹富町）
- 与那国島の湿地・河川（八重山郡与那国町）[4]